# Districtul Mizdah
Mizdah a fost un district în Libia. Are 41.476 locuitori pe o suprafață de 72.180 km².